# Dmitrij Jaškin
Dmitrij Alexejevič Jaškin (* 23. března 1993 Omsk) je český hokejový útočník ruského původu, hrající v KHL za tým Ak Bars Kazaň.

## Hráčská kariéra
Hokej začal hrát v týmu HC Vsetín, stejně jako jeho starší bratr Michail. Jejich otec Alexej Jaškin přišel do Vsetína s rodinou v souvislosti se svým angažmá jako hráč v české hokejové extralize.
Dmitrij hrál ve Vsetíně až do sezóny 2007/08, kdy po skončení ročníku odešel do týmu HC Slavia Praha, kde dohrál mládežnické kategorie a debutoval v české nejvyšší lize v sezóně 2010/11. Od sezóny 2012/13 působil v zámoří, konkrétně v juniorském týmu Moncton Wildcats hrajícím Quebec Major Junior Hockey League (QMJHL) v Kanadě, kde se s 99 připsanými body stal nejlepším hráčem svého týmu a současně pátým v celé této juniorské lize. Dne 3. dubna 2013 podepsal tříletý nováčkovský kontrakt se St. Louis Blues a přiblížil se tak angažmá ve společné nejvyšší hokejové soutěži Kanady a Spojených států, National Hockey League (NHL). Svého prvního startu v NHL za St. Louis Blues se Jaškin dočkal 16. dubna 2013 proti týmu Vancouver Canucks.
V St. Louis Blues strávil celkem 6 sezon, začátky trávil na jejich farmě v Chicago Wolves, v posledních třech sezonách pravidelně nastupoval v hlávní sestavě Blues. V létě 2018 prodloužil se St. Louis Blues smlouvu o jeden rok. Do základní sestavy se však nevešel, aby byl převelen na jejich farmu musel být na začátku října umístěn na listinu volných hráčů. To ale přišel zmar St. Louis, z listiny volných hráčů si Jaškina stáhl Washington Capitals a podepsali s ním smlouvu na jeden rok.  Ve Washingtonu hrával převážně ve 3 až 4 lajně, nedostával tolik prostoru na ledě a jeho produktivita ze 32 zápasů byla pouhých 8 bodů. Během léta roku 2019 změnil působiště a ze severoamerické Národní hokejové ligy (NHL) přestoupil do Kontinentální hokejové ligy (KHL), do celku Dynamo Moskva. V KHL se mu během sezóny 2019/2020 dařilo, což mu nakonec vyneslo nejen prodloužení smlouvy, ale po jejím předčasném skončení coby první Čech i ocenění pro nejužitečnějšího hráče základní části.
Po dvou produktivních sezónách v Dynamu Moskva se rozhodl vrátil do Severní Ameriky jako volný hráč a 28. července 2021 souhlasil s lukrativní roční smlouvou na 3,2 milionu dolarů s Arizonou Coyotes. Svojí produktivitu se snažil prosadit i v NHL, ale po špatném začátku Coyotes se klub ocital na posledním místě tabulky. Během prvních 12 zápasů zaznamenal jedinou asistenci, než utrpěl vážné zranění v zápase proti Nashville Predators 13. listopadu 2021. Po tvrdém zásahu obráncem Predators Marka Borowieckiho se očekává, že bude týmu dlouhodobě chybět kvůli zranění kolene.  Po skončení základní části v NHL se jeho tým neprobojoval do play off, snaha po uzdravení a postupnému trénování chtěl bojovat o start v posledním přípravném turnaji před mistrovství světa Sweden Hockey Games. Původně vedení klubu souhlasilo se startem na turnaj ale po lékařské prohlídce zamítli start. Jeho místo zaujal Ondřej Beránek. 
Po vypršení smlouvy s Arizonou Coyotes dostával několik nabídek z NHL. Ty byli pro Jaškina nepříznivé oproti nabídek z KHL. Velký zájem měli kluby Ak Bars Kazaň, Metallurg Magnitogorsk, Salavat Julajev Ufa nebo Avtomobilist Jekatěrinburg. 25. července 2022 se dohodl s ruským klubem SKA Petrohrad na jednoleté smlouvě, ve které si může vydělat včetně bonusů přes více než sto milionů rublů, v přepočtu přes 43 milionů korun. Jeho hráčská práva vlastnila Dynamo Moskva, SKA Petrohrad měl tak velký zájem o Jaškina, že zaplatila Dynamu Moskva kompenzaci 45 milionů rublů (19 milionů korun).  Hlavní trenér Roman Rotenberg jmenoval Jaškina kapitánem mužstva v den, kdy před 54 lety proběhla Invaze vojsk Varšavské smlouvy do Československa. 

## Osobní život
Celá jeho rodina je z Ruska a má také ruskou manželku, cítí se být Rusem, ale o hraní v ruské hokejové reprezentaci nikdy neuvažoval, dle svých slov rád reprezentuje Českou republiku a je „napůl i Čech“, protože čeština je jeho první jazyk a v Česku žije celý život. Jeho otec Alexej o něm v roce 2010 řekl: „Přišel do České republiky, když mu bylo osm měsíců. Hrál jsem za Vsetín, manželka s klukama se za mnou přestěhovali, chodili tady do školy, hráli hokej. Dima mluví určitě lépe česky než rusky, vždyť tu strávil celý život.“ V 17 letech získal české občanství. Přátelil se s Tomášem Hertlem, který byl jeho spoluhráč ve Slavii. Jeho bratr Michail Jaškin je historicky nejmladším hráčem, který kdy naskočil v Extralize, po boku svého otce nastoupil na 45 sekund proti Karlovým Varům. Bylo mu 13 let a 3 měsíce.
23. února 2023, kdy se v Rusku ještě z dob Sovětského svazu každý rok oslavuje státní svátek Den obránců vlasti, který se vztahuje k vítězství Rudé armády nad vojsky císařského Německa u Pskovu a Narvy v roce 1918 během první světové války, vydal jeho petrohradský klub video, na kterém Jaškin říká: „Gratuluji všem obráncům vlasti.“ V Česku video vzbudilo kontroverze, protože bylo spojováno s ruskou invazí na Ukrajinu.

## Zajímavosti
- Stal se prvním Čechem, který byl draftován v KHL z 1. místa.
- V roce 2008 byl draftován do CHL v 1. kole (celkově 60.) týmem Calgary Hitmen.
- V roce 2010 byl draftován do KHL v 1. kole (celkově 1.) týmem HK Sibir Novosibirsk.
- V roce 2011 byl draftován do NHL ve 2. kole (celkově 41.) týmem St. Louis Blues.

## Ocenění a úspěchy
- 2009 ČHL-18 – Vítězný gól
- 2013 QMJHL – První All-Star Tým
- 2013 MSJ – Top tří hráčů v týmu
- 2020 KHL – Nejužitečnější hráč
- 2020 KHL – Utkání hvězd
- 2020 KHL – Nejproduktivnější cizinec
- 2020 KHL – Nejvíce vstřelených vítězných branek
- 2021 KHL – Nejlepší střelec
- 2023 KHL – Utkání hvězd
- 2023 KHL – Nejlepší střelec
- 2023 KHL – Nejproduktivnější hráč
- 2023 KHL – Nejproduktivnější cizinec

## Prvenství

### ČHL
- Debut – 17. září 2010 (HC Slavia Praha proti HC BENZINA Litvínov)
- První asistence – 28. září 2010 (HC Slavia Praha proti HC Vítkovice Steel)
- První gól – 8. října 2010 (HC Eaton Pardubice proti HC Slavia Praha, brankáři Martin Růžička)

### NHL
- Debut – 16. dubna 2013 (St. Louis Blues proti Vancouver Canucks)
- První gól – 28. prosince 2013 (St. Louis Blues proti Chicago Blackhawks, brankáři Antti Raanta)
- První asistence – 6. února 2014 (St. Louis Blues proti Boston Bruins)

### KHL
- Debut – 2. září 2019 (HK Dynamo Moskva proti Torpedo Nižnij Novgorod)
- První asistence – 6. září 2019 (HK Dynamo Moskva proti HK Spartak Moskva)
- První gól – 17. září 2019 (HK Dynamo Moskva proti Admiral Vladivostok, brankáři Juho Olkinuora)
- První hattrick – 15. února 2020 (Dinamo Riga proti HK Dynamo Moskva)

## Klubové statistiky
| Sezóna       | Klub                  | Soutěž       |     | Základní část | Základní část | Základní část | Základní část | Základní část |    | Play off | Play off | Play off | Play off | Play off |
| Sezóna       | Klub                  | Soutěž       | Z   | G             | A             | B             | TM            | Z             | G  | A        | B        | TM       |          |          |
| 2004/2005    | Vsetínská hokejová    | 6.tř.        | 8   | 7             | 11            | 18            | 8             | —             | —  | —        | —        | —        |          |          |
| 2004/2005    | Vsetínská hokejová    | 7.tř.        | —   | 10            | 5             | 15            | —             | —             | —  | —        | —        | —        |          |          |
| 2004/2005    | Vsetínská hokejová    | 8.tř.        | 29  | 18            | 29            | 47            | 14            | —             | —  | —        | —        | —        |          |          |
| 2006/2007    | Vsetínská hokejová 18 | ČHL-18       | 4   | 1             | 0             | 1             | 0             | —             | —  | —        | —        | —        |          |          |
| 2007/2008    | Vsetínská hokejová 18 | ČHL-18       | 40  | 15            | 25            | 40            | 72            | 2             | 2  | 0        | 2        | 6        |          |          |
| 2008/2009    | HC Slavia Praha 18    | ČHL-18       | 46  | 28            | 19            | 47            | 34            | 9             | 6  | 2        | 8        | 8        |          |          |
| 2009/2010    | HC Slavia Praha 18    | ČHL-18       | 12  | 15            | 12            | 27            | 36            | 2             | 1  | 3        | 4        | 4        |          |          |
| 2009/2010    | HC Slavia Praha 20    | ČHL-20       | 40  | 13            | 10            | 23            | 67            | 7             | 2  | 5        | 7        | 26       |          |          |
| 2010/2011    | HC Slavia Praha 20    | ČHL-20       | 1   | 0             | 0             | 0             | 0             | 2             | 2  | 3        | 5        | 2        |          |          |
| 2010/2011    | HC Slavia Praha       | ČHL          | 33  | 3             | 7             | 10            | 16            | 17            | 2  | 1        | 3        | 31       |          |          |
| 2011/2012    | HC Slavia Praha 20    | ČHL-20       | 10  | 6             | 11            | 17            | 12            | 2             | 1  | 3        | 4        | 14       |          |          |
| 2011/2012    | HC Slavia Praha       | ČHL          | 30  | 1             | 1             | 2             | 16            | —             | —  | —        | —        | —        |          |          |
| 2011/2012    | HC Berounští Medvědi  | 1.ČHL        | 10  | 2             | 6             | 8             | 16            | —             | —  | —        | —        | —        |          |          |
| 2012/2013    | St. Louis Blues       | NHL          | 2   | 0             | 0             | 0             | 0             | —             | —  | —        | —        | —        |          |          |
| 2012/2013    | Moncton Wildcats      | QMJHL        | 51  | 46            | 53            | 99            | 73            | 5             | 1  | 2        | 3        | 16       |          |          |
| 2013/2014    | St. Louis Blues       | NHL          | 18  | 1             | 1             | 2             | 8             | —             | —  | —        | —        | —        |          |          |
| 2013/2014    | Chicago Wolves        | AHL          | 42  | 15            | 14            | 29            | 28            | 9             | 4  | 5        | 9        | 10       |          |          |
| 2014/2015    | St. Louis Blues       | NHL          | 54  | 13            | 5             | 18            | 16            | 6             | 0  | 1        | 1        | 2        |          |          |
| 2014/2015    | Chicago Wolves        | AHL          | 18  | 4             | 11            | 15            | 31            | —             | —  | —        | —        | —        |          |          |
| 2015/2016    | Chicago Wolves        | AHL          | 3   | 1             | 1             | 2             | 4             | —             | —  | —        | —        | —        |          |          |
| 2015/2016    | St. Louis Blues       | NHL          | 65  | 4             | 9             | 13            | 26            | 6             | 1  | 1        | 2        | 5        |          |          |
| 2016/2017    | St. Louis Blues       | NHL          | 51  | 1             | 10            | 11            | 18            | 2             | 1  | 0        | 1        | 4        |          |          |
| 2017/2018    | St. Louis Blues       | NHL          | 76  | 6             | 11            | 17            | 14            | —             | —  | —        | —        | —        |          |          |
| 2018/2019    | Washington Capitals   | NHL          | 32  | 2             | 6             | 8             | 6             | —             | —  | —        | —        | —        |          |          |
| 2019/2020    | HK Dynamo Moskva      | KHL          | 58  | 31            | 32            | 63            | 75            | 6             | 3  | 3        | 6        | 6        |          |          |
| 2020/2021    | HK Dynamo Moskva      | KHL          | 59  | 38            | 22            | 60            | 52            | 10            | 5  | 3        | 8        | 12       |          |          |
| 2021/2022    | Arizona Coyotes       | NHL          | 12  | 0             | 1             | 1             | 4             | —             | —  | —        | —        | —        |          |          |
| 2022/2023    | SKA Petrohrad         | KHL          | 67  | 40            | 22            | 62            | 48            | 14            | 5  | 2        | 7        | 16       |          |          |
| 2023/2024    | Ak Bars Kazaň         | KHL          | 36  | 18            | 6             | 24            | 28            | 4             | 1  | 1        | 2        | 4        |          |          |
| 2024/2025    | Ak Bars Kazaň         | KHL          | 68  | 35            | 19            | 54            | 44            | 13            | 6  | 5        | 11       | 10       |          |          |
| Celkem v ČHL | Celkem v ČHL          | Celkem v ČHL | 63  | 4             | 8             | 12            | 32            | 32            | 2  | 1        | 3        | 31       |          |          |
| Celkem v NHL | Celkem v NHL          | Celkem v NHL | 315 | 27            | 43            | 70            | 92            | 14            | 2  | 2        | 4        | 11       |          |          |
| Celkem v KHL | Celkem v KHL          | Celkem v KHL | 288 | 162           | 101           | 263           | 247           | 47            | 20 | 14       | 34       | 48       |          |          |

## Reprezentace
| Rok                       | Tým                       | Soutěž                    | Z  | G | A | B  | TM |
| ------------------------- | ------------------------- | ------------------------- | -- | - | - | -- | -- |
| 2011                      | Česko 18                  | MS-18                     | 6  | 4 | 1 | 5  | 10 |
| 2012                      | Česko 20                  | MSJ                       | 6  | 1 | 1 | 2  | 4  |
| 2013                      | Česko 20                  | MSJ                       | 6  | 3 | 3 | 6  | 12 |
| 2016                      | Česko                     | SP                        | 3  | 0 | 0 | 0  | 0  |
| 2018                      | Česko                     | MS                        | 8  | 4 | 3 | 7  | 10 |
| 2019                      | Česko                     | MS                        | 10 | 2 | 2 | 4  | 14 |
| Juniorská kariéra celkově | Juniorská kariéra celkově | Juniorská kariéra celkově | 18 | 8 | 5 | 13 | 26 |
| Seniorská kariéra celkově | Seniorská kariéra celkově | Seniorská kariéra celkově | 21 | 6 | 5 | 11 | 24 |